# Мирзалиев, Алмазбек Алимжанович
Алмазбек Алимжанович Мирзалиев (10 июня 1987, Ош, Киргизская ССР, СССР) — киргизский футболист, нападающий клуба «Алга». Выступал за сборную Кыргызстана.

## Клубная карьера
Алмазбек происходит из футбольной семьи, его старший брат Мирлан был известным киргизским нападающим, забил более 100 голов в чемпионате и выступал за сборную страны, средний брат Улан тоже занимался футболом, но рано завершил карьеру.
Сам Алмазбек дебютировал во взрослом футболе в составе ошской команды «Келечек», которая в 2003 году выступала в южной зоне высшей лиги и состояла из молодых футболистов. В дерби с ошским «Динамо-УВД», состоявшемся 1 июня 2003 года, братья Алмаз и Мирлан Мирзалиевы, игравшие по разные стороны, сделали по хет-трику, более опытная команда победила 7:3. Во время летнего перерыва Алмазбек перешёл в «Динамо-УВД». С 2004 года выступал за «Алай», в 2004 и 2006 годах становился лучшим бомбардиром своего клуба, но ошская команда в тех сезонах не могла бороться за медали.
В 2007 году Алмазбек перешёл в «Абдыш-Ату» из Канта, составив атакующий тандем с Хуршитом Лутфуллаевым и в первом же сезоне стал серебряным призёром чемпионата и выиграл титул лучшего бомбардира чемпионата Кыргызстана. В 2008 и 2009 годах Мирзалиев снова выигрывал серебро, так как его команда два года подряд уступала в «золотом матче» «Дордою». В следующих сезонах футболист трижды выигрывал «бронзу» чемпионата и успел поиграть за таиландский клуб. В 2013 году Алмазбек во второй раз стал лучшим бомбардиром чемпионата, забив 20 голов, причём 13 из них он забил в двух матчах в ворота безнадёжного аутсайдера «Манаса».
Перед началом сезона 2014 Мирзалиев вернулся в родной город, подписав контракт с ошским «Алаем». Клуб на тот момент был действующим чемпионом Кыргызстана и обладал внушительным составом — в команде играло несколько игроков сборной, напарником Алмаза по линии атаки был Владимир Верёвкин. Тем не менее, «Алай» не смог отстоять титул и даже выиграть медали, заняв лишь четвёртое место. Мирзалиев с 12 голами стал вторым в споре бомбардиров, уступив пакистанскому легионеру Калимулле.
В январе 2015 перешёл в бишкекский «Дордой», где провёл два сезона. В 2016—2017 годах играл за любительские клубы Турции. С 2018 года играет за «Алгу».

## Карьера в сборной
В составе олимпийской сборной Кыргызстана принимал участие в Азиатских играх 2006 года в Катаре.
С 2007 года играл за сборную Кыргызстана и в период 2007—2011 принял участие в 15 матчах. С 2011 по 2015 годы года не играл за сборную в официальных матчах.
В 2015 Алмаз попал в расширенный состав сборной Кыргызстана под руководством Александра Крестинина на матчи квалификационного раунда чемпионата мира по футболу в России. Принял участие в матче против сборной Австралии 16 июля 2015 года, который стал для него последним матчем за сборную в карьере. На 93-й минуте матча принял участие в голевой атаке после подачи Азамата Байматова, ряд источников записали этот гол на Мирзалиева, но в протоколе он значится как гол Байматова.

## Достижения
- Обладатель Кубка Кыргызстана: 2007, 2009, 2011
- Серебряный призёр чемпионата Кыргызстана: 2007, 2008, 2009
- Бронзовый призёр чемпионата Кыргызстана: 2010, 2011, 2013
- Лучший бомбардир чемпионата Кыргызстана: 2007 (21 гол), 2013 (20 голов)